# Lincoln University
L'Università Lincoln è un'università privata e non-profit con sede a Oakland, in California e intitolata ad Abraham Lincoln.

## Storia
La Lincoln University venne fondata nel 1919 a San Francisco da Benjamin Franklin Lickey e dal 1926 fondata secondo le leggi californiane . Uno dei primi slogan fu "la scorciatoia per il successo" (the shortcuts to success) poiché offriva un buon pacchetto qualità-convenienza e assicurava la restituzione della retta scolastica in caso di insoddisfazione (“soddisfatti o rimborsati”).
Nel 1927, la Lincoln University offriva sia corsi diurni che serali ed era collocata nell'Arcade Floor all'interno del Phelan Building di Market street a San Francisco assieme al collegio di legge e commercio e al dipartimento di corsi speciali e coaching. Un'inserzione pubblicitaria di quell'anno mostra che la Lincoln offriva corsi universitari di amministrazione e business, commercio, giornalismo, giurisprudenza, marketing, relazioni pubbliche e trading internazionale, oltre a corsi speciali, di coaching, e preparatori all'esame di abilitazione per avvocati. L'università gestiva anche programmi per le scuole superiori di preparazione ai junior college.
Nel 1950, l'Internal Revenue Service riconosce all'ente lo stato di "non-profit" e nel 1961 un secondo campus venne inaugurato a San José. Nel 1987 il campus di San José si distaccò dalla Licoln University per divenire la Lincoln Law School of San Jose. Nel dicembre del 1999, la Lincoln University trasferì la propria sede a Oakland.

## Struttura
L'università è organizzata nei seguenti dipartimenti:
- Business
- Diagnostic Imaging
- English studies
- Marketing management

## Rettori
- Benjamin Franklin Lickely (1919)
- Mikhail Brodsky[1]